# Schaumburg-Lippe
Schaumburg-Lippe va ser un estat alemany que va deixar d'existir el 1946. Sorgit en el segle xvii arran de la Pau de Westfàlia, va tenir una existència de quasi 300 anys; primer com comtat dins del Sacre Imperi Romanogermànic, després com principat integrat en la Confederació del Rin, la Confederació Germànica i l'Imperi alemany. Finalment va ser un Estat lliure dins de l'Alemanya de la República de Weimar. El seu territori forma part actualment de l'estat federat de Baixa Saxònia i se situa entre la ciutat de Hannover i la frontera amb la veïna regió de Westfàlia.

## Història

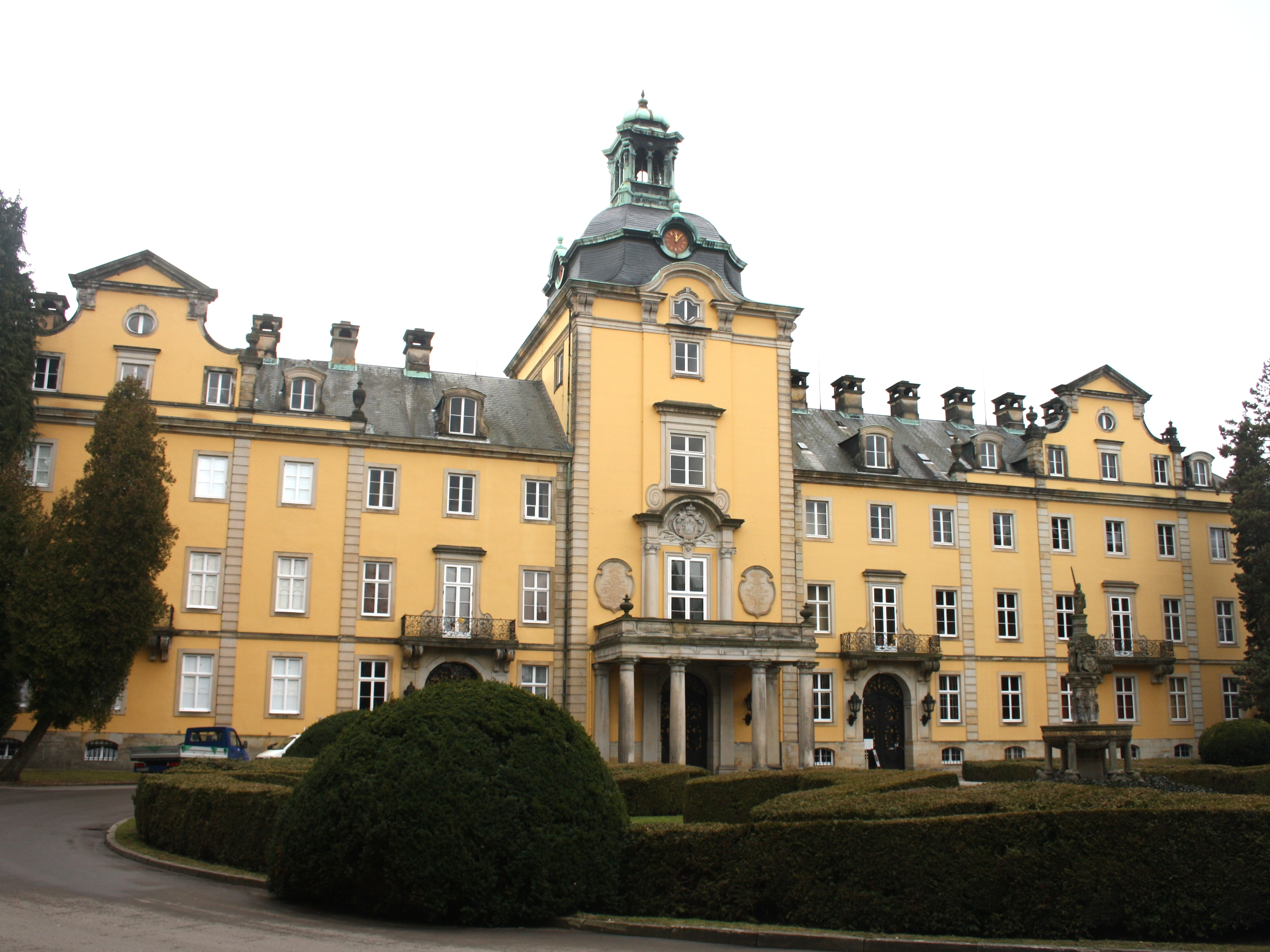
Castell de Bückeburg, anterior residència del principat, encara propietat de la família principesca.

L'iniciador de la casa comtal de Schaumburg-Lippe va ser el comte Felip I. Felip era el fill menor del comte Simó VI de Lippe. Quan va morir el seu pare en 1613, en el seu testament va dividir el comtat entre els seus tres fills: el major (també anomenat Simó) va rebre el títol de Comte de Lippe-Detmold; el segon germà, Otó, iniciaria la casa de Lippe-Brake, i Felip, que comptava amb quinze anys, va obtenir els districtes d'Alverdissen i Lipperode. El territori governat per Felip va rebre el nom de Comtat de Lippe-Alveridssen.
Anys més tard, durant la turbulenta Guerra dels Trenta Anys, Felip de Lippe-Alveridssen va aconseguir temporalment el control del Comtat de Schaumburg. L'últim titular del Comtat de Schaumburg va ser el comte Otó V, que va morir enverinat en 1640 en la ciutat de Hildesheim durant una reunió de nobles del bàndol protestant. Otó va morir sense deixar cap descendència, i el comtat va passar a les mans de la seua mare, la comtessa Elisabet. Elisabet era al seu torn germana de Felip de Lippe-Alverdissen. La comtessa, incapaç de defensar els seus dominis en un període de guerra, va transferir els seus drets al seu germà en 1643. De 1643 fins a 1646, any de la mort d'Elisabet, els germans van ser co-regents del Comtat de Schaumburg. A poc a poc el Comtat de Schaumburg va anar desfent-se a les mans de veïns més poderosos. Primer va perdre els seus exclavaments o es va veure obligat a vendre'ls. Finalment va haver de cedir la major part del comtat als seus poderosos veïns, els landgravis de Hessen i els comtes de Brunsvic-Luneburg. Felip de Schaumburg-Alverdissen es va quedar amb la part més occidental del comtat, entorn de la localitat de Bückeburg.
La Pau de Westfàlia en 1648 va sancionar la divisió de Schaumburg en tres parts. El nou comtat, que sumava als antics territoris de Lippe-Alveridssen els obtinguts de Schaumburg, rebria el nom de Comtat de Schaumburg-Lippe.
En 1681 va morir Felip I i el seu comtat va quedar dividit entre els seus dos fills. El primogènit Frederic Cristià rep el títol de Comte de Schaumburg-Lippe i el territori situat entorn de Bückeburg, que havia pertangut originalment al comtat de Schaumburg. El sempre segon Felip Ernest es va convertir en Conde de Lippe-Alveridssen i va obtenir en herència aproximadament el territori que el seu pare havia heretat en 1613.
En 1709 es va extingir la branca de Lippe-Brake. Es va produir llavors un llarg conflicte de successió entre les branques supervivents de la família: Lippe-Detmold, Lippe-Alveridssen i Schaumburg-Lippe.
El nom de Schaumburg al·ludia al burg de Schamburg (actualment anomenat Rinteln), que era el centre del primitiu comtat i que va quedar fora de les fronteres de Schaumburg-Lippe, mentre que Lippe prové del riu homònim de les ribes del qual procedia la casa comtal que es va fer amb part del comtat de Schaumburg.
En 1807 va ser elevat a la categoria de principat després que el comte Jordi Guillem (1784–1860) s'unira a la Confederació del Rin.
Schamburg-Lippe va ser un dels Estats que van sobreviure als agitats anys de les Guerres Napoleòniques i el 1815 es va unir a la Confederació Germànica. En 1871 es va convertir en un dels estats federats en l'Imperi Alemany. De 1895 a 1905 el príncep Jordi de Schaumburg-Lippe va tractar de fer valdre els seus drets successoris al Principat de Lippe-Detmold, però sense èxit. El príncep Adolf II de Schaumburg-Lippe va ser un dels últims monarques alemanys a renunciar al seu tron. L'abdicació es va produir el 15 de novembre de 1918. Després de la finalització de la Primera Guerra Mundial, Schaumburg-Lippe passà ser un Estat Lliure dins de la República de Weimar. Schaumburg-Lippe va ser un dels feus del SPD a Alemanya, on es va poder mantenir al capdavant d'una coalició governant fins a març de 1933.
Després de la Segona Guerra Mundial, Schaumburg-Lippe va ser integrat en el recentment creat estat federat de Baixa Saxònia. El 1975 es va celebrar un referèndum legal per a restituir a Schaumburg-Lippe l'estatut de land, però malgrat el resultat positiu va ser anul·lat per les institucions estatals.

## Organització estatal
El Principat posseïa des de 1871 un vot en el Reichsrat (Parlament Imperial). La seua capital, Bückeburg, era una menuda localitat que el 1905 tenia 5.500 habitants.
El Principat posseïa un tractat militar amb Prússia.

## Dimensions de l'Estat
Era un Estat de 340,2 km² amb una població de
- 1881: 33.133 habitants
- 1905: 44.992 habitants

## Economia
Aquest petit Estat depenia econòmicament de la ramaderia bovina i de la mineria del carbó.

## Religió
La religió dels prínceps i de la major part de la població era el cristianisme evangèlic (98,2%). Catòlics (1,3%) i jueus (0,4%) formaven una petita minoria

## Llista de governants

### Comtes
- 1647-1681: Felip I (1601-1681)
- 1681-1728: Frederic Christian (1655-1728)
- 1728-1748: Albert Wolfgang (1699-1748)
- 1748-1777: Frederic Guillem Ernest (1724-1777)
- 1777-1787: Felip II Ernest (1723-1787)
- 1787-1807: Jordi Guillem

### Prínceps
- 1807-1860: Jordi Guillem (1784-1860)
- 1860-1893: Adolf I Jordi (1817-1893)
- 1893-1911: Jordi (1846-1911)
- 1911-1918: Adolf II Bernard (1883-1936)

### Ministres presidents de l'Estat Lliure
- 1918-1919: Heinrich Lorenz (SPD)
- 1919-1922: O. Bönners (independent)
- 1922-1925: K. Wippermann (independent)
- 1925-1928: E. Steinbrecher (SPD)
- 1928-1933: Heinrich Lorenz (SPD)
- 1933: Hans Joachim Riecke (NSDAP)
- 1933-1945: Karl Dreier (NSDAP, com comissari del Reich)